# Château de Belleneuve
Le château de Belleneuve est un château moderne situé  à Belleneuve (Côte-d'Or) en Bourgogne-Franche-Comté .

## Localisation
Le château est situé entre deux bras de l'Albane rue du château en limite sud du village et en bordure nord de la RD 104.

## Historique
En 1356, Guillaume de Belleneuve, chapelain du Layer, vend pour trois ans à Jeannin de Saulx tout ce qu'il a à Belleneuve. En 1449, Guillaume Chenevillot, vend à Perrenot Berbisey la motte fossoyée de Belleneuve.
En 1572, Thomas Berbisey, procureur au parlement de Bourgogne, y rebâtit donjon, basse-cour et pont-levis avec poterne. Ce château, qui résiste durant la guerre de Trente Ans aux passages de Matthias Gallas en 1636 et de Massiette en 1643, est rebâti en 1762 « sur les fondations de l'ancien » selon l’abbé Courtépée.
La famille Chevreul l'acquiert au milieu du XIXe siècle et en 1889 entreprend d'importants travaux confiés à l'architecte Albert Oeschlin : adjonction d'une échauguette à l'est, d'un corps de bâtiment adossé au mur ouest du logis et de la maison des gardiens. La restauration des toitures vernissées est plus récente.

## Architecture
Au milieu d'une ile entre deux bras de l'Albane, le château de Belleneuve est un manoir du XVIIIe siècle en U autour d'une cour carrée à laquelle on accède au sud par un pont dormant. Le logis à un étage avec combles couverts de tuile vernissée de Bourgogne est rectangulaire avec quatre tourelles d’angles et on remarque une échauguette polygonale à l'arrière. Les communs sont disposés de chaque côté de la cour et le domaine est complété par un pavillon de chasse en pan de  bois et briques.